# Gleichlaufschwankung (Band)
Gleichlaufschwankung ist eine Punkband, die 1997 in Halle gegründet wurde und 2005 nach Torgau umgezogen ist. Die Mitglieder sind Andre Zobel, Cobra, Fitze, Geralf Pochop, Oli, Rio und Schnitzel. Die Alben sind hauptsächlich auf Saalepower Records veröffentlicht worden.

## Stil
Die Musik von Gleichlaufschwankung (Anspielung auf einen technischen Begriff für Geschwindigkeitsschwankungen bei Tonträgern) umfasst klassischen Punk-Rock (Scheiß Bier, Picknick an der Oirostraße, Vokuhila) als auch Ska (Kotz in Schrank, Kleinstadtaufruhr, Nasentattoo). Andere Lieder machen Ausflüge in andere Richtungen wie Techno (Torgau Fahrn). Viele Lieder von Gleichlaufschwankung sind im Sächsisch-Anhaltinischen Dialekt gesungen. Die meisten Liedtexte sind ironisch, z. B. mit singenden Kinderstimmen (Kleinstadtaufruhr), einige sind aber auch ernst und kritisch (DDR -> Terrorstaat, …das Land in dem ich lebe), andere verbinden beides (Badehosenmann).

## Diskografie
- 2001: Punks verstehen keinen Spaß!!!
- 2003: Gleichlaufschwankung / Faunamok: Strahlenparty / Der Bär groovt
- 2006: Bangkok Alcohol / Starts / Gleichlaufschwankung – Thailand Street Punx / Leder Spikes & Boots
- 2007: Ethno Punx
- 2010: Ausnahmezustand
- 2013: Grenzüberschreitungen

Kompilationen
- 2008: Gleichlaufschwankung / Faunamok – Der Bär groovt zur Strahlenparty mit Scheiss Bier

Videos
- 2009: Kotz in Schrank (DVD)
- 2010: Pogen für den Weltfrieden (DVD)